# BBC Kangoeroes Boom
BBC Kangoeroes Boom is een Belgische basketbalclub uit Boom waarvan het vrouwenteam uitkomt in de Eerste nationale klasse van de damescompetitie. De club speelt haar thuiswedstrijden in de Gemeentelijke Sporthal van de gemeente.
Het mannenteam fusioneerde in 2013 en wordt nu de Kangoeroes Basket Willebroek genoemd.

## Palmares
- Beker van België

Winnaar (2x): 2010, 2011
Finalist (5x): 2000, 2012, 2013, 2014, 2015